# International Rose Test Garden

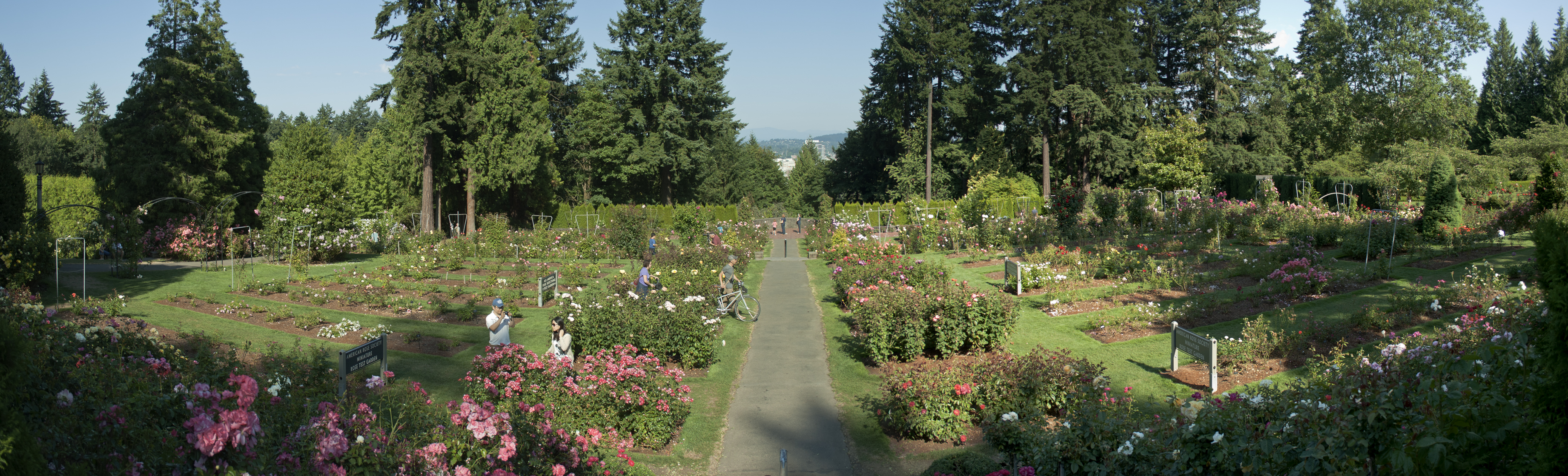
Een panoramisch zicht over een deel van de International Rose Test Garden in Portland.

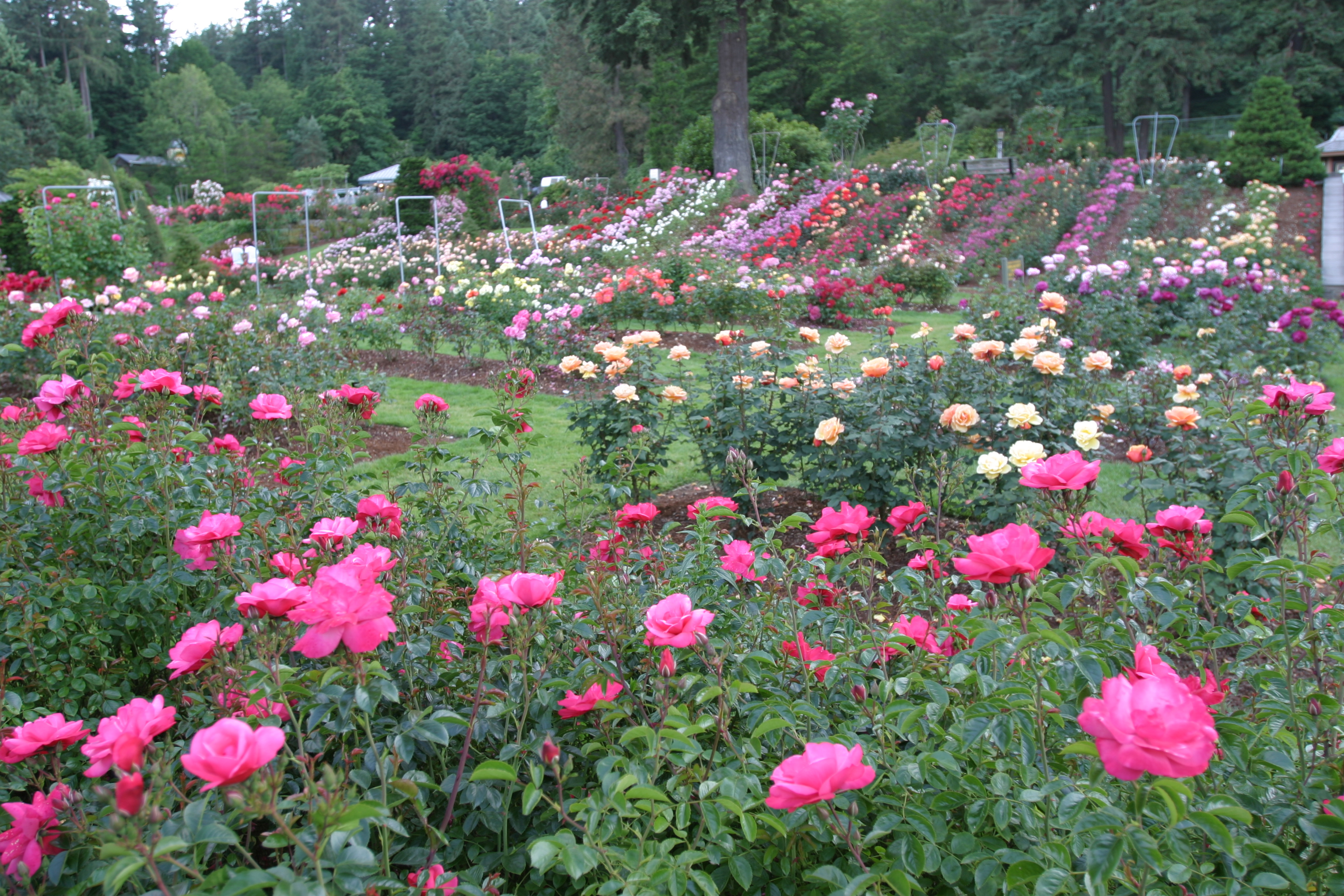
Weelderige rozenstruiken (juni 2006).

De International Rose Test Garden is een rosarium in het Washington Park in de Amerikaanse stad Portland (Oregon). Er groeien meer dan 9500 rozenstruiken, die naar schatting 610 variëteiten vertegenwoordigen. Er zijn verschillende onderverdelingen in het rosarium, waaronder de thematische Miniature Rose Garden en Shakespeare Garden. De Rose Test Garden ontstond in 1917 en is de oudste testtuin voor rozen in de Verenigde Staten die onafgebroken in gebruik is geweest. Van over de hele wereld worden cultivars naar de International Rose Test Garden gestuurd om ze er uit te testen. De tuin is 18.000 m² groot en is in het bezit van de stad Portland.
De tuinen zijn geopend van half 8 's ochtends tot 9 uur 's avonds. De rozen zijn doorgaans in bloei van april tot oktober, met een piek in juni. Sinds 1924 is er een amfitheater in het park, waar klassieke concerten en toneelstukken plaatsvinden.
De stad Portland had al voor de oprichting van het rosarium de bijnaam "The City of Roses", maar de gerenommeerde International Rose Test Garden heeft die reputatie zeker versterkt.